# Ramón Puello
Ramón Puello (ur. 25 sierpnia 1946 w Santo Domingo) – dominikański bokser, uczestnik Letnich Igrzysk Olimpijskich 1968 w kategorii wagowej lekkiej. W 1/16 finału uzyskał wolny los, by w drugim pojedynku odpaść z Wenezuelczykiem Armando Mendozą.